# Sindhi (etnisk grupp)
Sindhi är en sindhitalande etnisk folkgrupp som härstammar från provinsen Sindh i nuvarande Pakistan. Efter Brittiska Indiens självständighet och delning 1947 emigrerade merparten av de hinduiska sindhierna från det muslimska Pakistan till Indien.